# Karabin ZVI Falcon
Falcon – czeski wielkokalibrowy karabin wyborowy skonstruowany w pierwszej połowie lat 90. XX wieku. Produkowany w wersjach kalibru 12,7 × 108 mm (OP 96) i 12,7 mm NATO (OP 99). OP 96 jest używany przez czeskie jednostki specjalne.
Falcon jest bronią powtarzalną z zamkiem czterotaktowym (trzy rygle). Karabin zbudowany jest w układzie bullpup. Gniazdo magazynka może być zaślepione specjalną wkładką, a bron przekształcona w ten sposób w jednostrzałową. Lufa zakończona hamulcem wylotowym. Mechaniczne przyrządy celownicze pełnią rolę pomocniczą, zasadniczym celownikiem jest celownik optyczny lub noktowizyjny. Kolba o regulowanej długości. Falcon wyposażony jest w dwójnóg o regulowanej wysokości.